# Faro (circonscription électorale)
Pour les articles homonymes, voir Faro (homonymie).
La circonscription électorale de Faro est une circonscription électorale du Portugal, utilisée pour les élections législatives.
Ses frontières correspondent au district du même nom.

## Résultats

### Années 2020

#### 2025
| Parti                                      | Parti                                     | Voix    | %     | +/-  | Sièges | +/-           |
| ------------------------------------------ | ----------------------------------------- | ------- | ----- | ---- | ------ | ------------- |
|                                            | Chega (CH)                                | 78 135  | 34,67 | 6,72 | 4      | 1             |
|                                            | AD – Coalition PSD/CDS (PPD/PSD.CDS-PP)   | 59 380  | 26,35 | 3,38 | 3      | en stagnation |
|                                            | Parti socialiste (PS)                     | 47 321  | 21,00 | 5,1  | 2      | 1             |
|                                            | Initiative libérale (IL)                  | 10 056  | 4,46  | 0,22 | 0      | en stagnation |
|                                            | LIBRE (L)                                 | 7 735   | 3,43  | 0,60 | 0      | en stagnation |
|                                            | Coalition démocratique unitaire (PCP-PEV) | 6 172   | 2,74  | 0,53 | 0      | en stagnation |
|                                            | Bloc de gauche (BE)                       | 5 732   | 2,54  | 3,37 | 0      | en stagnation |
|                                            | Alternative démocratique nationale (ADN)  | 4 190   | 1,86  | 0,29 | 0      | en stagnation |
|                                            | Personnes–Animaux–Nature (PAN)            | 4 166   | 1,85  | 0,81 | 0      | en stagnation |
|                                            | Réagir, inclure, recycler (RIR)           | 512     | 0,23  | 0,24 | 0      | en stagnation |
|                                            | Ergue-te (E)                              | 486     | 0,22  | 0,08 | 0      | en stagnation |
|                                            | Volt Portugal (VP)                        | 437     | 0,19  | 0,07 | 0      | en stagnation |
|                                            | Nouvelle Droite (ND)                      | 425     | 0,19  | 0,15 | 0      | en stagnation |
|                                            | Parti populaire monarchiste (PPM)         | 332     | 0,15  | N/A  | 0      | en stagnation |
|                                            | Ensemble pour le peuple (JPP)             | 264     | 0,12  | 0,15 | 0      | en stagnation |
|                                            |                                           |         |       |      |        |               |
| Suffrages exprimés                         | Suffrages exprimés                        | 225 343 | 97,79 |      |        |               |
| Votes blancs                               | Votes blancs                              | 3 252   | 1,41  |      |        |               |
| Votes invalides                            | Votes invalides                           | 1 834   | 0,80  |      |        |               |
| Total                                      | Total                                     | 230 429 | 100   | –    | 9      | en stagnation |
| Abstentions                                | Abstentions                               | 153 515 | 39,98 |      |        |               |
| Inscrits/Participation                     | Inscrits/Participation                    | 383 944 | 60,02 |      |        |               |
|                                            |                                           |         |       |      |        |               |
| Source: Commission nationale des élections |                                           |         |       |      |        |               |

| Parti | Parti | Parti | Parti   | Députés                                                           |
| ----- | ----- | ----- | ------- | ----------------------------------------------------------------- |
|       | CH    | CH    | CH      | - Pedro Soares - João da Silva - Sandra de Melo - Antonio Correia |
|       | AD    |       | PPD/PSD | - Maria Martins - Cristovão Guerreiro - Barbara do Amaral         |
|       | PS    | PS    | PS      | - Jamila Madeira - Jorge do Mascimento                            |

#### 2024
| Parti                                      | Parti                                    | Voix    | %     | +/-   | Sièges | +/-           |
| ------------------------------------------ | ---------------------------------------- | ------- | ----- | ----- | ------ | ------------- |
|                                            | Chega (CH)                               | 64 081  | 27,95 | 15,36 | 3      | 2             |
|                                            | Parti socialiste (PS)                    | 59 856  | 26,10 | 14,70 | 3      | 2             |
|                                            | Alliance démocratique (AD) (PSD-PP-PPM)  | 52 681  | 22,97 | 3,05  | 3      | en stagnation |
|                                            | Bloc de gauche (BE)                      | 13 555  | 5,91  | 0,03  | 0      | en stagnation |
|                                            | Initiative libérale (IL)                 | 10 736  | 4,68  | 0,07  | 0      | en stagnation |
|                                            | Coalition démocratique unitaire (CDU)    | 7 488   | 3,27  | 1,65  | 0      | en stagnation |
|                                            | Libre (L)                                | 6 492   | 2,83  | 1,72  | 0      | en stagnation |
|                                            | Personnes–Animaux–Nature (PAN)           | 6 092   | 2,66  | 0,45  | 0      | en stagnation |
|                                            | Alternative démocratique nationale (ADN) | 4 924   | 2,15  | 1,54  | 0      | en stagnation |
|                                            | Réagir, inclure, recycler (RIR)          | 1 073   | 0,47  | 0,07  | 0      | en stagnation |
|                                            | Nouvelle Droite (ND)                     | 782     | 0,34  | Abs.  | 0      | en stagnation |
|                                            | Ensemble pour le peuple (JPP)            | 623     | 0,27  | Nv.   | 0      | en stagnation |
|                                            | Volt Portugal (VP)                       | 587     | 0,26  | 0,15  | 0      | en stagnation |
|                                            | Ergue-te (E)                             | 330     | 0,14  | 0,02  | 0      | en stagnation |
|                                            |                                          |         |       |       |        |               |
| Suffrages exprimés                         | Suffrages exprimés                       | 229 300 | 97,43 |       |        |               |
| Votes blancs                               | Votes blancs                             | 3 401   | 1,45  |       |        |               |
| Votes nuls                                 | Votes nuls                               | 2 650   | 1,13  |       |        |               |
| Total                                      | Total                                    | 235 351 | 100   | -     | 9      | en stagnation |
| Abstention                                 | Abstention                               | 145 757 | 38,25 |       |        |               |
| Inscrits/Participation                     | Inscrits/Participation                   | 381 108 | 61,75 |       |        |               |
|                                            |                                          |         |       |       |        |               |
| Source: Commission nationale des élections |                                          |         |       |       |        |               |

| Parti | Parti | Parti | Parti   | Députés                                                  |
| ----- | ----- | ----- | ------- | -------------------------------------------------------- |
|       | CH    | CH    | CH      | - João Paulo Graça - Pedro Soares Pinto - Sandra Ribeiro |
|       | PS    | PS    | PS      | - Jorge Botelho - Luis Grça - Jamila Madeira             |
|       | AD    |       | PPD/PSD | - Miguel Pinto Luz - Cristovão Norte - Ofélia Ramos      |

#### 2022
| Parti                                      | Parti                                    | Voix    | %     | +/-   | Sièges | +/-           |
| ------------------------------------------ | ---------------------------------------- | ------- | ----- | ----- | ------ | ------------- |
|                                            | Parti socialiste (PS)                    | 77 763  | 40,80 | 2,25  | 5      | en stagnation |
|                                            | Parti social-démocrate (PPD/PSD)         | 47 479  | 24,91 | 1,44  | 3      | en stagnation |
|                                            | Chega (CH)                               | 34 000  | 12,59 | 10,36 | 1      | 1             |
|                                            | Bloc de gauche (BE)                      | 11 209  | 5,88  | 6,95  | 0      | 1             |
|                                            | Coalition démocratique unitaire (CDU)    | 9 385   | 4,92  | 2,51  | 0      | en stagnation |
|                                            | Initiative libérale (IL)                 | 9 045   | 4,75  | 3,89  | 0      | en stagnation |
|                                            | Personnes–Animaux–Nature (PAN)           | 4 214   | 2,21  | 2,77  | 0      | en stagnation |
|                                            | Libre (L)                                | 2 122   | 1,11  | 0,08  | 0      | en stagnation |
|                                            | CDS – Parti populaire (CDS-PP)           | 2 111   | 1,11  | 2,89  | 0      | en stagnation |
|                                            | Alternative démocratique nationale (ADN) | 1 157   | 0,61  | 0,40  | 0      | en stagnation |
|                                            | Réagir, inclure, recycler (RIR)          | 759     | 0,40  | 0,23  | 0      | en stagnation |
|                                            | Parti de la Terre (MPT)                  | 383     | 0,20  | 0,24  | 0      | en stagnation |
|                                            | Mouvement Alternative socialiste (MAS)   | 287     | 0,15  | Abs.  | 0      | en stagnation |
|                                            | Parti travailliste portugais (PTP)       | 250     | 0,13  | 0,09  | 0      | en stagnation |
|                                            | Ergue-te (E)                             | 220     | 0,12  | 0,32  | 0      | en stagnation |
|                                            | Volt Portugal (VP)                       | 210     | 0,11  | Nv.   | 0      | en stagnation |
|                                            |                                          |         |       |       |        |               |
| Suffrages exprimés                         | Suffrages exprimés                       | 190 594 | 97,76 |       |        |               |
| Votes blancs                               | Votes blancs                             | 2 598   | 1,34  |       |        |               |
| Votes nuls                                 | Votes nuls                               | 1 760   | 0,90  |       |        |               |
| Total                                      | Total                                    | 194 952 | 100   | -     | 9      | en stagnation |
| Abstention                                 | Abstention                               | 185 419 | 48,75 |       |        |               |
| Inscrits/Participation                     | Inscrits/Participation                   | 380 371 | 51,25 |       |        |               |
|                                            |                                          |         |       |       |        |               |
| Source: Commission nationale des élections |                                          |         |       |       |        |               |

| Parti | Parti   | Parti   | Parti   | Députés                                                                                          |
| ----- | ------- | ------- | ------- | ------------------------------------------------------------------------------------------------ |
|       | PS      | PS      | PS      | - Jorge Botelho - Luis Graça - Isabel Guerreiro - Jamila Madeira - Francisco Pereira de Oliveira |
|       | PPD/PSD | PPD/PSD | PPD/PSD | - Rui Cristina - Luis Gomes - Ofélia Ramos                                                       |
|       | CH      | CH      | CH      | - Pedro Soares Pinto                                                                             |

### Années 2010

#### 2019
| Parti                                      | Parti                                              | Voix    | %     | +/-  | Sièges | +/-           |
| ------------------------------------------ | -------------------------------------------------- | ------- | ----- | ---- | ------ | ------------- |
|                                            | Parti socialiste (PS)                              | 60 828  | 38,55 | 4,47 | 5      | 1             |
|                                            | Parti social-démocrate (PPD/PSD)                   | 37 036  | 23,47 | N/A  | 3      | 1             |
|                                            | Bloc de gauche (BE)                                | 20 241  | 12,83 | 1,87 | 1      | en stagnation |
|                                            | Coalition démocratique unitaire (CDU)              | 11 719  | 7,43  | 1,60 | 0      | 1             |
|                                            | Personnes–Animaux–Nature (PAN)                     | 7 856   | 4,98  | 2,92 | 0      | en stagnation |
|                                            | CDS – Parti populaire (CDS-PP)                     | 6 307   | 4,00  | N/A  | 0      | 1             |
|                                            | Chega (CH)                                         | 3 513   | 2,23  | Nv.  | 0      | en stagnation |
|                                            | Libre (L)                                          | 1 625   | 1,03  | 0,25 | 0      | en stagnation |
|                                            | Parti communiste des travailleurs portugais (PCTP) | 1 440   | 0,91  | 0,73 | 0      | en stagnation |
|                                            | Initiative libérale (IL)                           | 1 358   | 0,86  | Nv.  | 0      | en stagnation |
|                                            | Alliance (A)                                       | 1 253   | 0,79  | Nv.  | 0      | en stagnation |
|                                            | Réagir, inclure, recycler (RIR)                    | 998     | 0,63  | Nv.  | 0      | en stagnation |
|                                            | Nous, citoyens ! (NC)                              | 698     | 0,44  | 0,29 | 0      | en stagnation |
|                                            | Parti de la Terre (MPT)                            | 698     | 0,44  | 0,23 | 0      | en stagnation |
|                                            | Parti national rénovateur (PNR)                    | 690     | 0,44  | 0,29 | 0      | en stagnation |
|                                            | Parti uni des retraités (PURP)                     | 472     | 0,30  | 0,18 | 0      | en stagnation |
|                                            | Parti populaire monarchiste (PPM)                  | 387     | 0,24  | 0,17 | 0      | en stagnation |
|                                            | Parti travailliste portugais (PTP)                 | 345     | 0,22  | 0,45 | 0      | en stagnation |
|                                            | Parti démocratique républicain (PDR)               | 336     | 0,21  | 1,06 | 0      | en stagnation |
|                                            |                                                    |         |       |      |        |               |
| Suffrages exprimés                         | Suffrages exprimés                                 | 157 800 | 95,42 |      |        |               |
| Votes blancs                               | Votes blancs                                       | 4 717   | 2,85  |      |        |               |
| Votes nuls                                 | Votes nuls                                         | 2 860   | 1,73  |      |        |               |
| Total                                      | Total                                              | 165 377 | 100   | -    | 9      | en stagnation |
| Abstention                                 | Abstention                                         | 194 792 | 54,08 |      |        |               |
| Inscrits/Participation                     | Inscrits/Participation                             | 360 169 | 45,92 |      |        |               |
|                                            |                                                    |         |       |      |        |               |
| Source: Commission nationale des élections |                                                    |         |       |      |        |               |

| Parti | Parti   | Parti   | Parti   | Députés                                                                                |
| ----- | ------- | ------- | ------- | -------------------------------------------------------------------------------------- |
|       | PS      | PS      | PS      | - José Apolinario - Jorge Botelho - Luis Graça - Jamila Madeira - Maria Joaquina Matos |
|       | PPD/PSD | PPD/PSD | PPD/PSD | - Rui Cristina - Cristovão Norte - Ofélia Ramos                                        |
|       | BE      | BE      | BE      | - João Vasconcelos                                                                     |

#### 2015
| Parti                                      | Parti                                              | Voix    | %     | +/-   | Sièges | +/-           |
| ------------------------------------------ | -------------------------------------------------- | ------- | ----- | ----- | ------ | ------------- |
|                                            | Parti socialiste (PS)                              | 62 425  | 34,08 | 10,04 | 4      | 2             |
|                                            | Portugal en avant (PàF) (PPD/PSD-CDS-PP)           | 59 957  | 32,73 | 19,30 | 3      | 2             |
|                                            | Bloc de gauche (BE)                                | 26 926  | 14,70 | 6,17  | 1      | en stagnation |
|                                            | Coalition démocratique unitaire (CDU)              | 16 541  | 9,03  | 0,03  | 1      | en stagnation |
|                                            | Personnes–Animaux–Nature (PAN)                     | 3 783   | 2,06  | 0,35  | 0      | en stagnation |
|                                            | Parti communiste des travailleurs portugais (PCTP) | 3 011   | 1,64  | 0,01  | 0      | en stagnation |
|                                            | Parti démocrate républicain (PDR)                  | 2 323   | 1,27  | Nv.   | 0      | en stagnation |
|                                            | Libre (L)                                          | 1 436   | 0,78  | Nv.   | 0      | en stagnation |
|                                            | Parti national rénovateur (PNR)                    | 1 343   | 0,73  | 0,17  | 0      | en stagnation |
|                                            | Nous, citoyens ! (NC)                              | 1 337   | 0,73  | Nv.   | 0      | en stagnation |
|                                            | Parti de la Terre (MPT)                            | 1 222   | 0,67  | 0,41  | 0      | en stagnation |
|                                            | AGIR (PTP-MAS)                                     | 1 220   | 0,67  | Abs.  | 0      | en stagnation |
|                                            | Parti uni des retraités (PURP)                     | 886     | 0,48  | Nv.   | 0      | en stagnation |
|                                            | Parti populaire monarchiste (PPM)                  | 755     | 0,41  | 0,05  | 0      | en stagnation |
|                                            |                                                    |         |       |       |        |               |
| Suffrages exprimés                         | Suffrages exprimés                                 | 183 165 | 96,17 |       |        |               |
| Votes blancs                               | Votes blancs                                       | 4 278   | 2,24  |       |        |               |
| Votes nuls                                 | Votes nuls                                         | 3 038   | 1,59  |       |        |               |
| Total                                      | Total                                              | 190 481 | 100   | -     | 9      | en stagnation |
| Abstention                                 | Abstention                                         | 179 708 | 48,54 |       |        |               |
| Inscrits/Participation                     | Inscrits/Participation                             | 370 189 | 51,46 |       |        |               |
|                                            |                                                    |         |       |       |        |               |
| Source: Commission nationale des élections |                                                    |         |       |       |        |               |

| Parti | Parti | Parti  | Parti           | Députés                                                           |
| ----- | ----- | ------ | --------------- | ----------------------------------------------------------------- |
|       | PS    | PS     | PS              | - José Apolinario - Antonio Eusébio - Luis Graça - Jamila Madeira |
|       | PàF   |        | PPD/PSD         | - José Carlos Barros - Cristovão Norte                            |
|       | PàF   | CDS-PP | - Teresa Caeiro |                                                                   |
|       | BE    | BE     | BE              | - João Vasconcelos                                                |
|       | CDU   |        | PCP             | - Paulo Sá                                                        |

#### 2011
| Parti                                      | Parti                                              | Voix    | %     | +/-   | Sièges | +/-           |
| ------------------------------------------ | -------------------------------------------------- | ------- | ----- | ----- | ------ | ------------- |
|                                            | Parti social-démocrate (PPD/PSD)                   | 74 304  | 38,76 | 11,60 | 4      | 1             |
|                                            | Parti socialiste (PS)                              | 46 082  | 24,04 | 9,03  | 2      | 1             |
|                                            | CDS – Parti populaire (CDS-PP)                     | 25 441  | 13,27 | 2,14  | 1      | en stagnation |
|                                            | Coalition démocratique unitaire (CDU)              | 17 255  | 9,00  | 0,93  | 1      | 1             |
|                                            | Bloc de gauche (BE)                                | 16 347  | 8,53  | 7,38  | 1      | en stagnation |
|                                            | Personnes–Animaux–Nature (PAN)                     | 3 285   | 1,71  | Nv.   | 0      | en stagnation |
|                                            | Parti communiste des travailleurs portugais (PCTP) | 3 160   | 1,65  | 0,21  | 0      | en stagnation |
|                                            | Parti de la Terre (MPT)                            | 2 076   | 1,08  | 0,68  | 0      | en stagnation |
|                                            | Mouvement Espoir pour le Portugal (MEP)            | 1 083   | 0,56  | 0,07  | 0      | en stagnation |
|                                            | Parti national rénovateur (PNR)                    | 1 069   | 0,56  | 0,11  | 0      | en stagnation |
|                                            | Parti populaire monarchiste (PPM)                  | 700     | 0,36  | 0,13  | 0      | en stagnation |
|                                            | Portugal Pro-vie (PPV)                             | 640     | 0,33  | 0,10  | 0      | en stagnation |
|                                            | Parti ouvrier d'unité socialiste (POUS)            | 263     | 0,14  | 0,08  | 0      | en stagnation |
|                                            |                                                    |         |       |       |        |               |
| Suffrages exprimés                         | Suffrages exprimés                                 | 191 705 | 95,55 |       |        |               |
| Votes blancs                               | Votes blancs                                       | 6 026   | 3,00  |       |        |               |
| Votes nuls                                 | Votes nuls                                         | 2 903   | 1,45  |       |        |               |
| Total                                      | Total                                              | 200 634 | 100   | -     | 9      | 1             |
| Abstention                                 | Abstention                                         | 158 871 | 44,19 |       |        |               |
| Inscrits/Participation                     | Inscrits/Participation                             | 359 505 | 55,81 |       |        |               |
|                                            |                                                    |         |       |       |        |               |
| Source: Commission nationale des élections |                                                    |         |       |       |        |               |

| Parti | Parti   | Parti   | Parti   | Députés                                                       |
| ----- | ------- | ------- | ------- | ------------------------------------------------------------- |
|       | PPD/PSD | PPD/PSD | PPD/PSD | - Mendes Bota - Elsa Cordeiro - Cristovão Norte - Pedro Roque |
|       | PS      | PS      | PS      | - Miguel Freitas - João Soares                                |
|       | CDS-PP  | CDS-PP  | CDS-PP  | - Artur Rêgo                                                  |
|       | CDU     |         | PCP     | - Paulo Sá                                                    |
|       | BE      | BE      | BE      | - Cecilia Honorio                                             |